# 로열 요르단 항공
로열 요르단 항공(영어: Royal Jordanian)은 요르단의 암만에 거점을 둔 항공사로 허브 공항인 퀸 알리아 국제공항으로부터 여러 대륙으로 국제선 항공편을 운영하고 있다. 세계적인 항공 동맹인 원월드의 회원이자 아랍 항공 운송 기구에 소속되어 있다.

## 역사
1963년 12월 개인 주주들이 출연한 자금으로 알리아 항공으로 설립되었으며, 이후 요르단 정부가 항공사를 인수하였다. 요르단의 수도 암만에서 쿠웨이트시티, 베이루트, 카이로 등의 노선을 운항했다. 1965년부터 이탈리아 로마에 취항하면서 첫 유럽 노선을 가동하였다. 1968년에 니코시아, 벵가지, 도하 운항을, 1969년에 뮌헨, 이스탄불, 테헤란에 취항하기 시작하였다. 1970년 제트기 시대에 동참했으며 보잉 707을 도입하였다. 1980년대 튀니스, 트리폴리 운항을 시작하였으며 1986년 현재의 사명으로 변경되었다. 2007년에 Airfinance Journal로부터 '2007 올해의 항공사'에 선정되었고 같은 해 항공 동맹인 원월드에 가입하였다. 2011년 11월 현재 로열 요르단 항공은 주당 500편 이상의 항공편을 운영하고 있다.

## 운항 노선
- 2012년 7월 기준으로 로열 요르단 항공은 다음과 같은 노선을 운항하고 있다.

### 코드쉐어 협정
- 로열 요르단 항공은 다음과 같은 항공사와 코드쉐어 협정을 체결하고 있다.

| - S7 항공 (원월드) - 걸프 에어 - 말레이시아 항공 (원월드) - 아메리칸 항공 (원월드) - 영국항공 (원월드) | - 오만 항공 - 이베리아 항공 (원월드) - 중동항공 (스카이팀) - 카타르 항공 (원월드) - 터키항공 (스타 얼라이언스) |  |

## 보유 기종
- 2020년 10월 기준으로 로열 요르단 항공은 다음과 같은 기종을 보유하고 있으며 평균 기령은 7.9년이다.[2][3]

## 로열 요르단 카고
로열 요르단 카고(영어: Royal Jordanian Cargo)은 아프리카, 유럽, 북아메리카 및 중동에 운영하는 화물 운송 부문으로 항공사는 또한 전 세계에 화물 전세기 서비스를 제공한다. 로얄 요르단 카고는 라르나카, 런던(히드로), 리야드, 마스트리히트, 바그다드, 알제, 아테네, 카이로, 쿠웨이트 시티, 텔아비브, 하르툼 등 50여개 도시로 취항한다.

## 사진

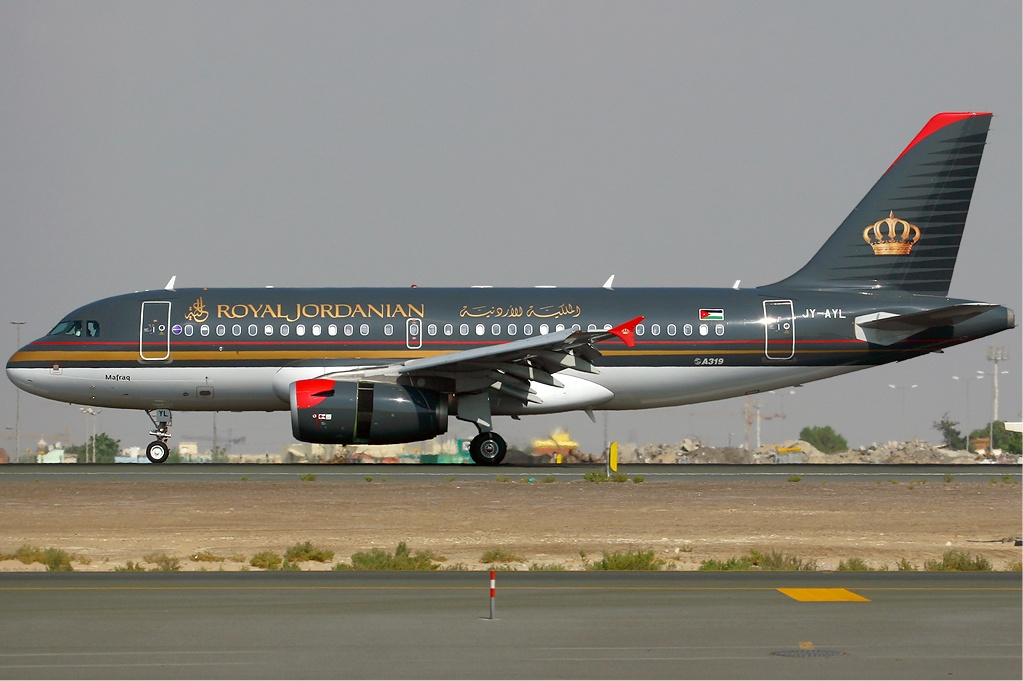
로열 요르단 항공의 에어버스 A319-100
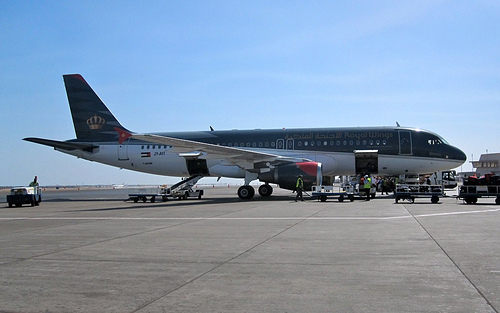
로열 요르단 항공의 에어버스 A320-200
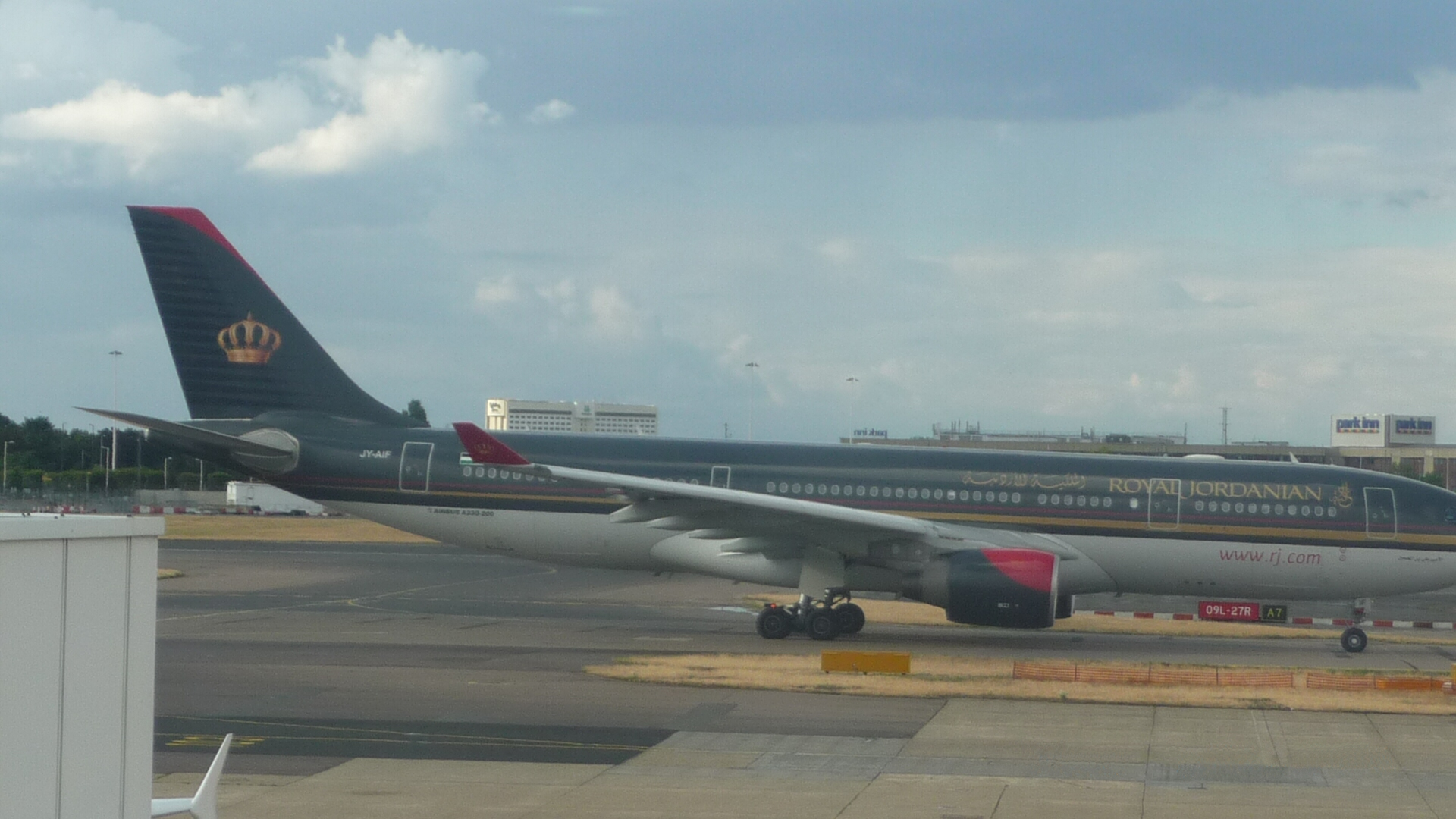
로열 요르단 항공의 에어버스 A330-200
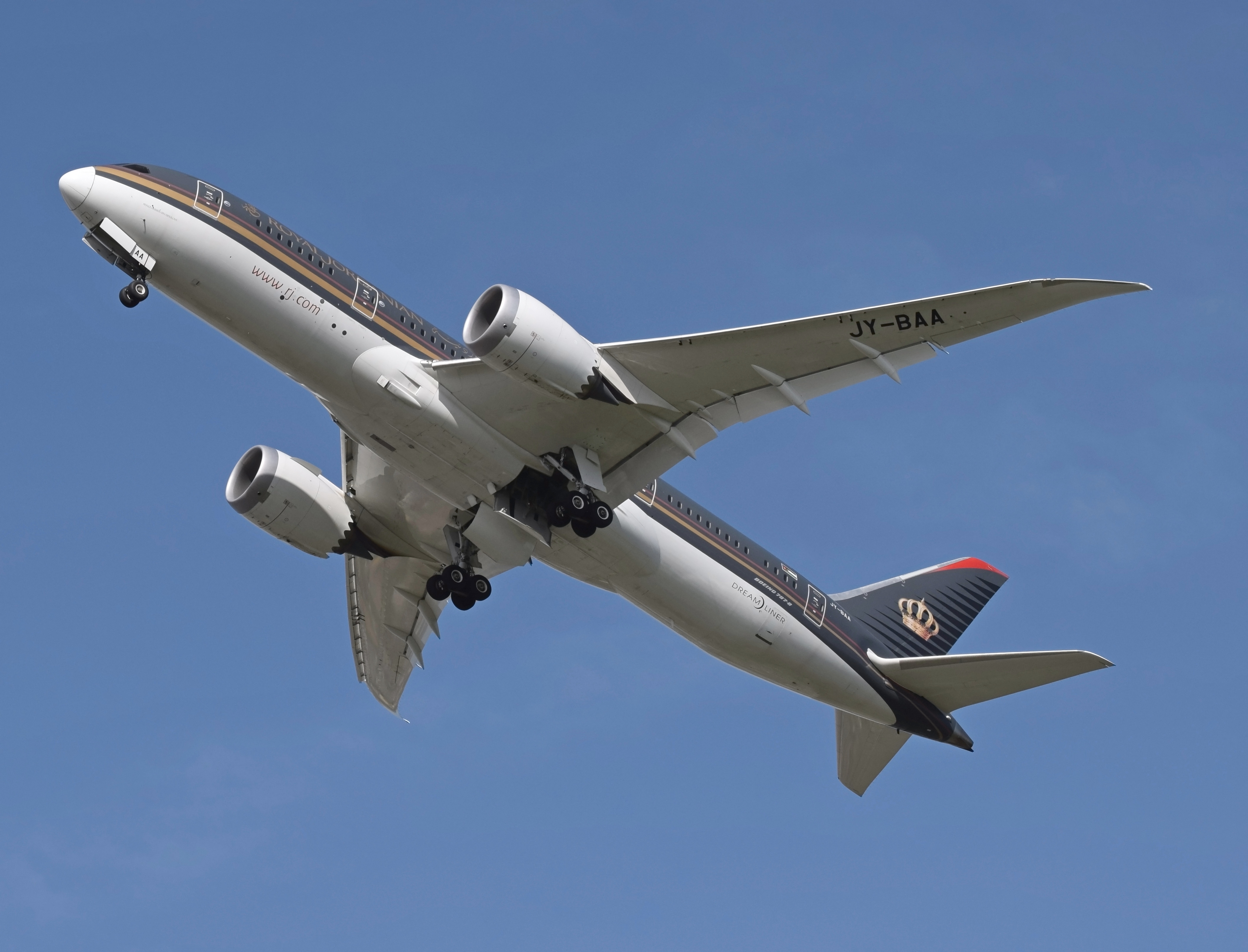
로열 요르단 항공의 보잉 787-8